# Hydrocoryne miurensis
Hydrocoryne miurensis är en nässeldjursart som beskrevs av Eberhard Stechow 1907. Hydrocoryne miurensis ingår i släktet Hydrocoryne och familjen Hydrocorynidae. Inga underarter finns listade i Catalogue of Life.

## Bildgalleri

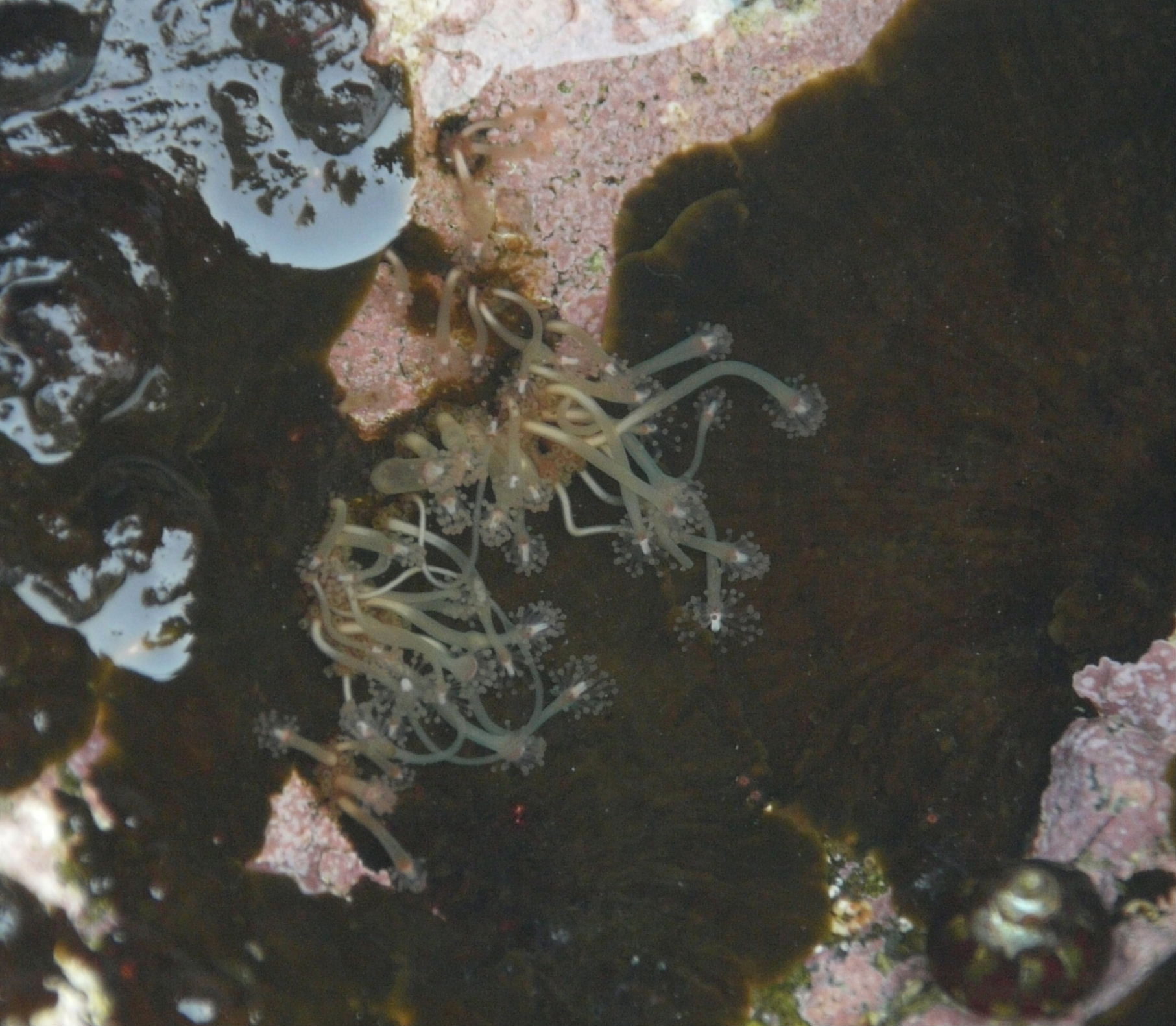
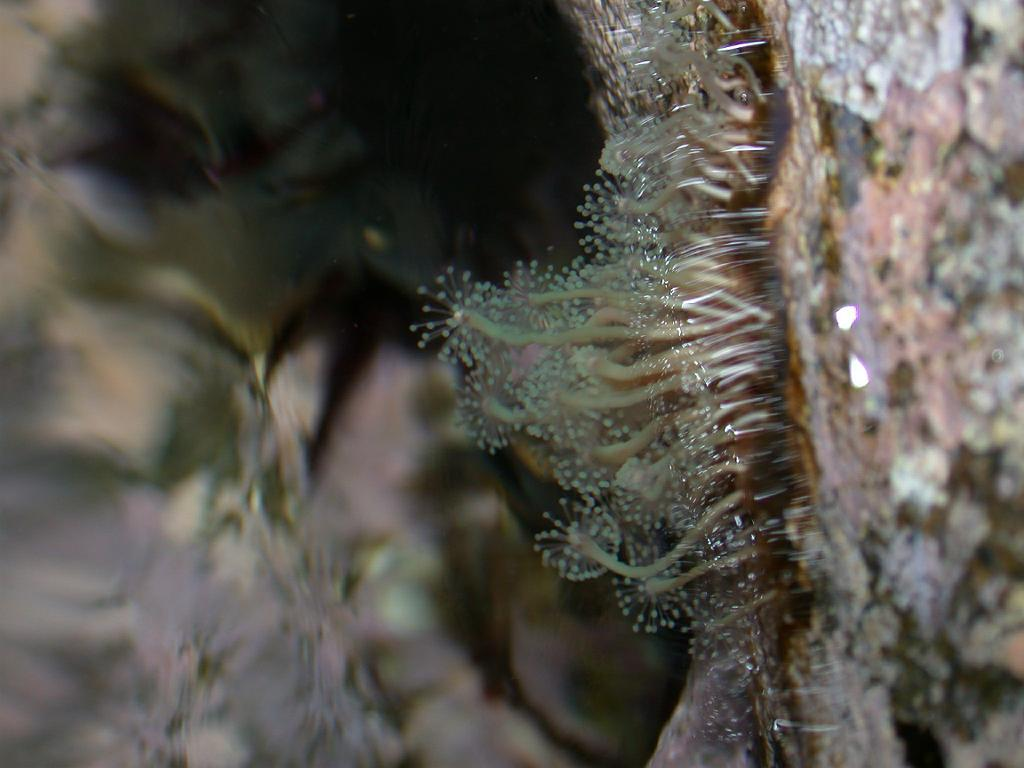